# Forte da Prainha
36° 09′ 05,29054″ N, 25° 10′ 07,9187″ O

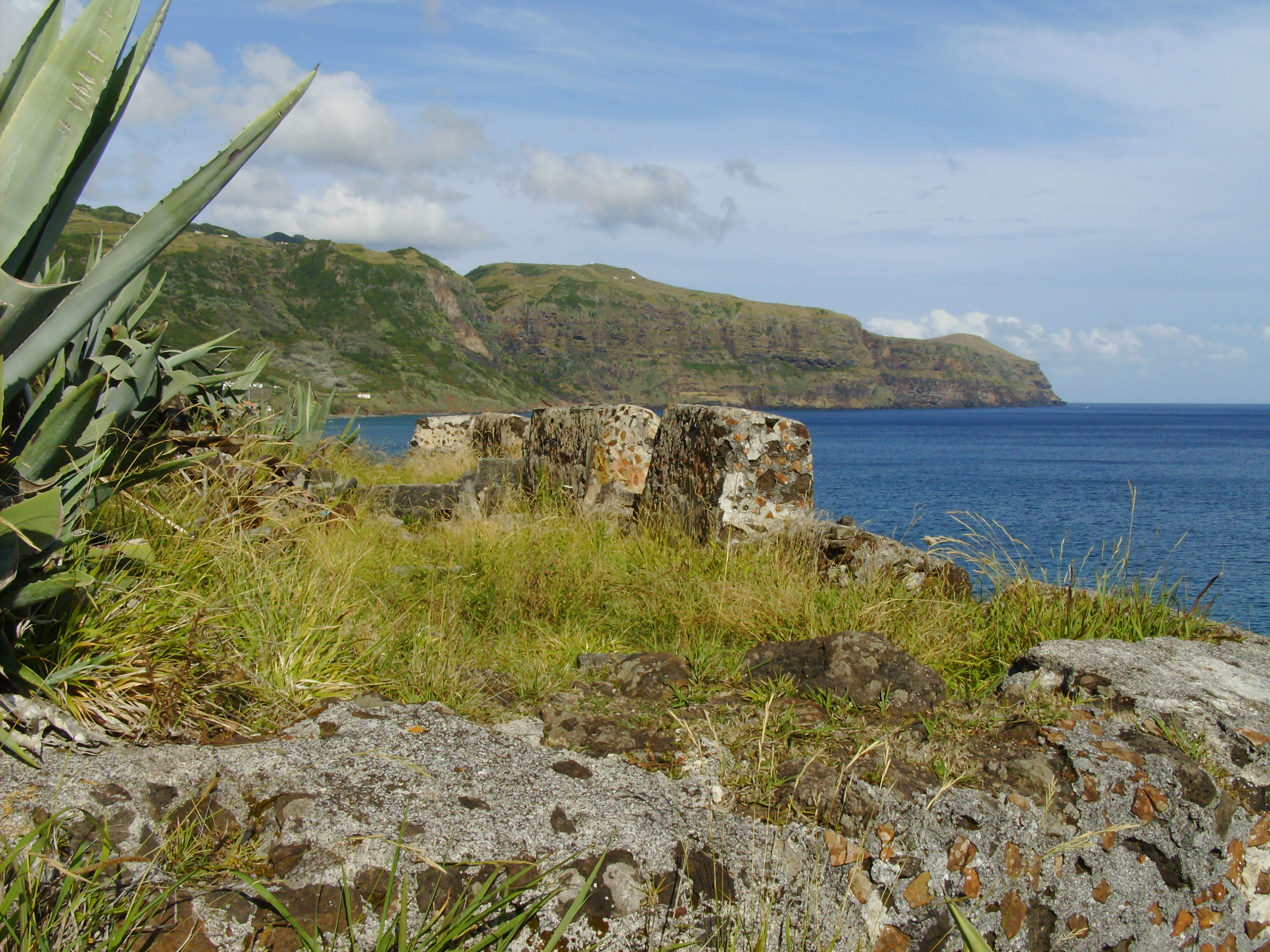
Forte da Prainha: vista do terrapleno.

O chamado Forte da Prainha localiza-se em uma ponta na extremidade oeste da baía da Praia, no lugar da Prainha, na freguesia da Almagreira, concelho da Vila do Porto, a SSO na ilha de Santa Maria, nos Açores.
Em posição dominante sobre este trecho do litoral, constituiu-se em uma fortificação destinada à defesa deste ancoradouro contra os ataques de piratas e corsários, outrora frequentes nesta região do oceano Atlântico. Cruzava fogos com o Forte de São João Baptista da Praia Formosa.

## História
No contexto da Guerra da Sucessão Espanhola (1702-1714) pode ser um dois redutos na baía da Praia sob a designação "O Forte (...), da Praya, e os dous Redutos." na relação "Fortificações nos Açores existentes em 1710".
FIGUEIREDO (1960) assim refere o local e a sua fortificação em 1815: "Logo se segue a Prainha onde fica uma grota e um castello com porto de varar barcos de pesca, aparecem algumas lagostas neste porto." E complementa: "- Dito [forte] na Prainha com duas peças de ferro."
A "Relação" do marechal de campo Barão de Bastos em 1862 informa que se encontra arruinado.
Relativamente preservado pelo seu isolamento, foi ocupado em tempos recentes - possivelmente como vigia à época da Segunda Guerra Mundial, conforme atestam os vestígios de uma estrutura em blocos de cimento no seu terrapleno.

## Características
Apresenta planta retangular, em alvenaria de pedra argamassada. Em seus muros rasgam-se cinco canhoneiras. No interior do terrapleno erguia-se uma pequena casa para a guarnição, atualmente desaparecida.

## Galeria

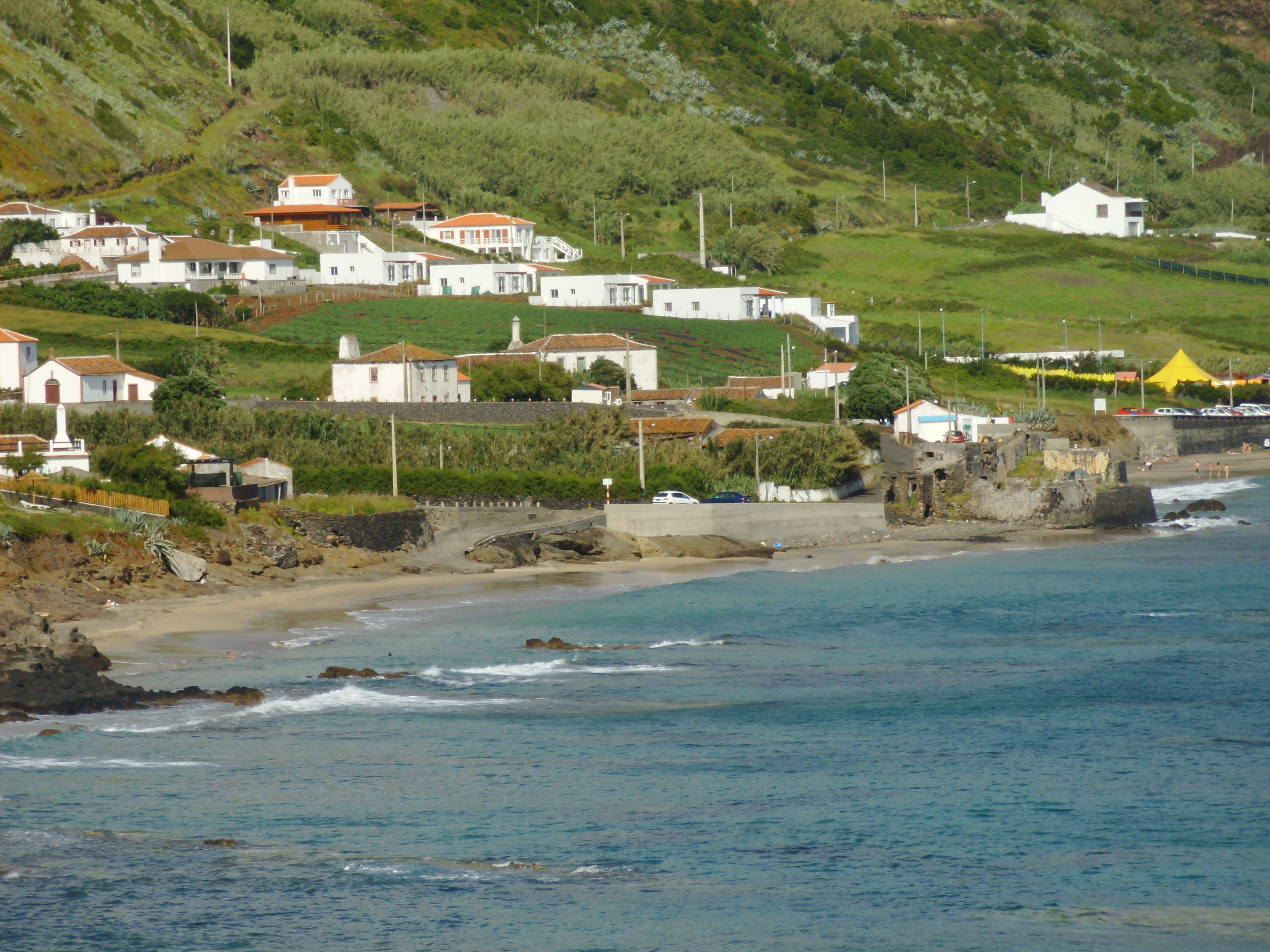
Forte de S. J. Baptista visto do Forte da Prainha
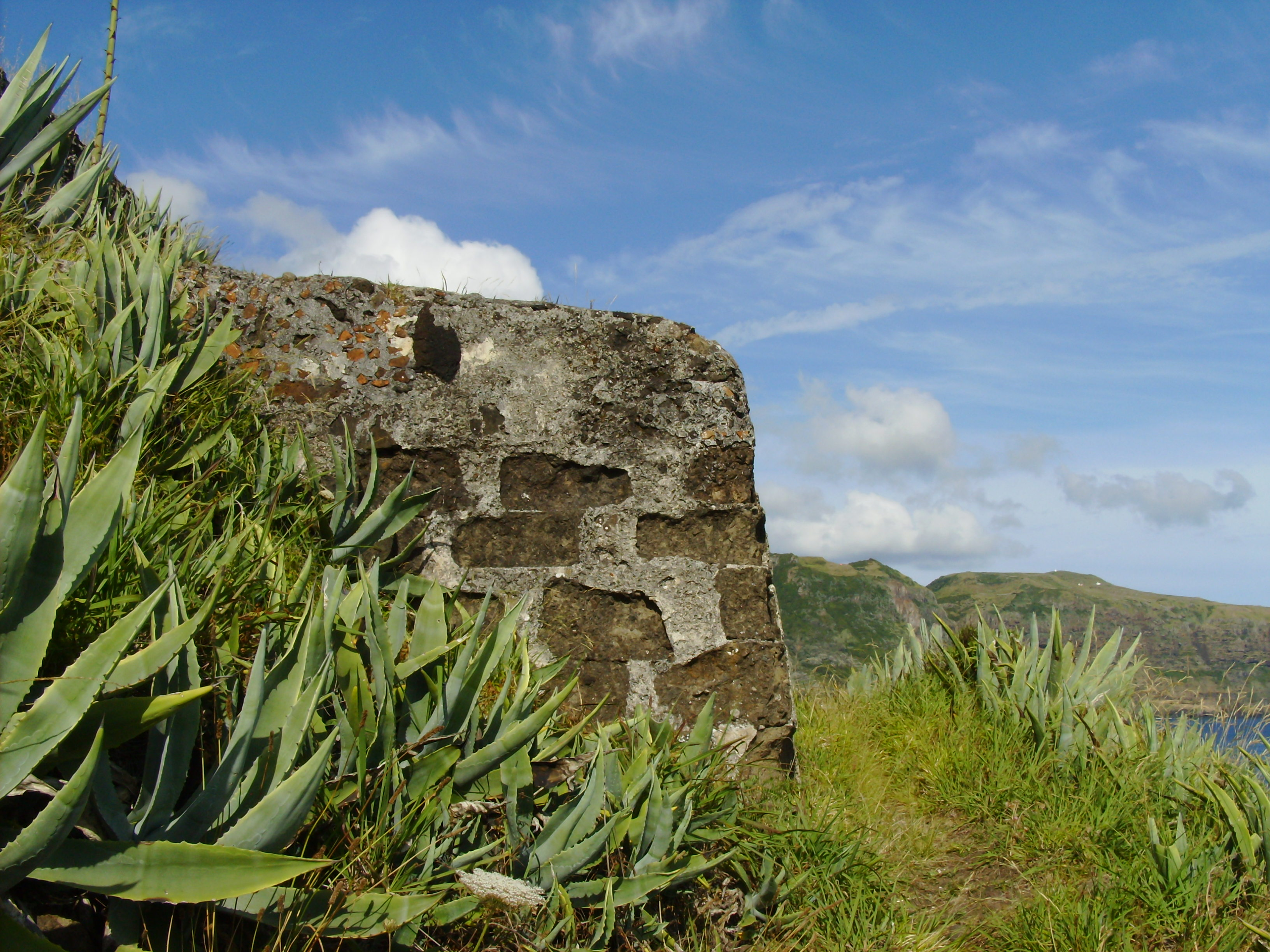
Forte da Prainha: detalhe da muralha
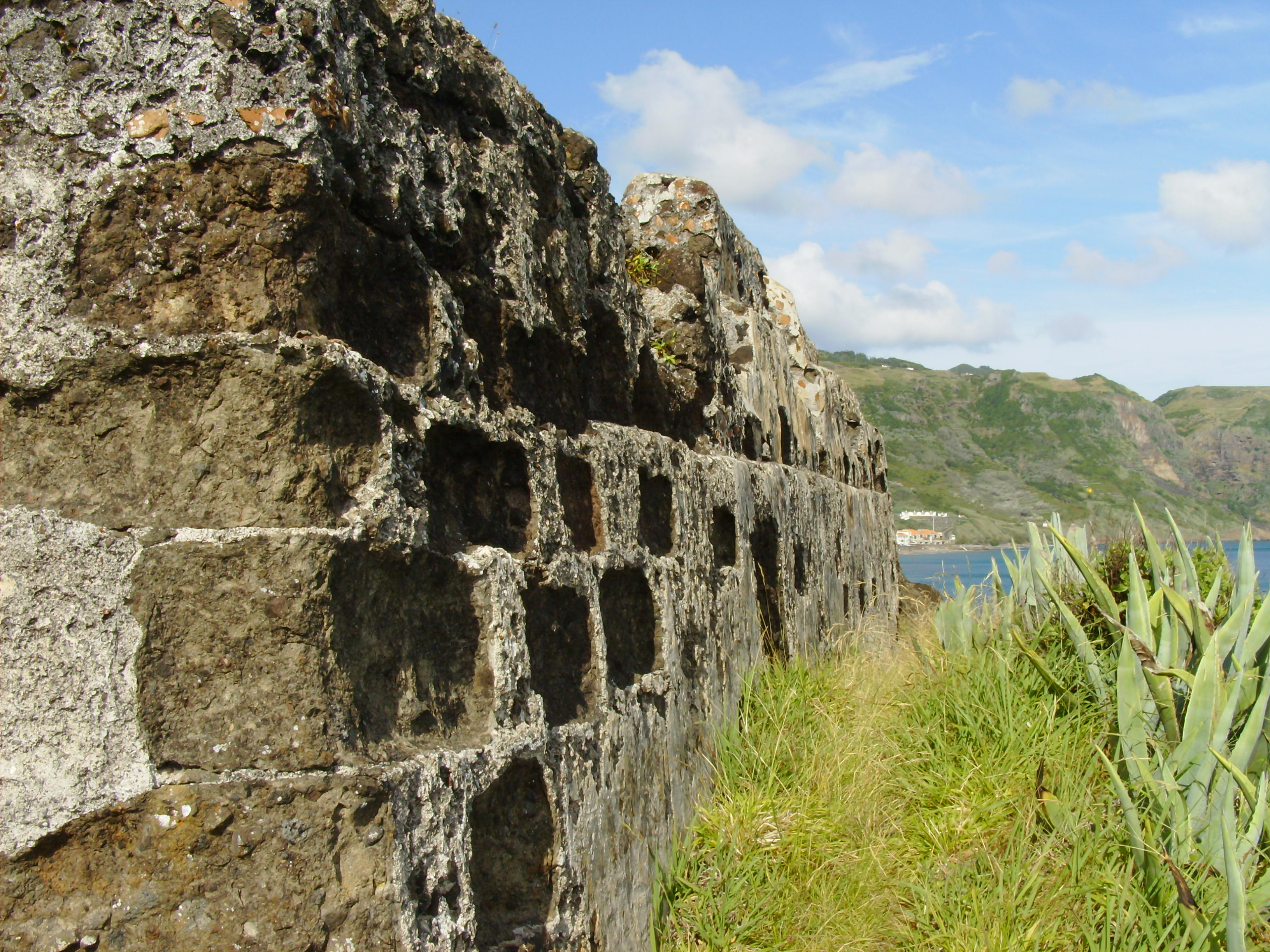
Forte da Prainha: detalhe da muralha
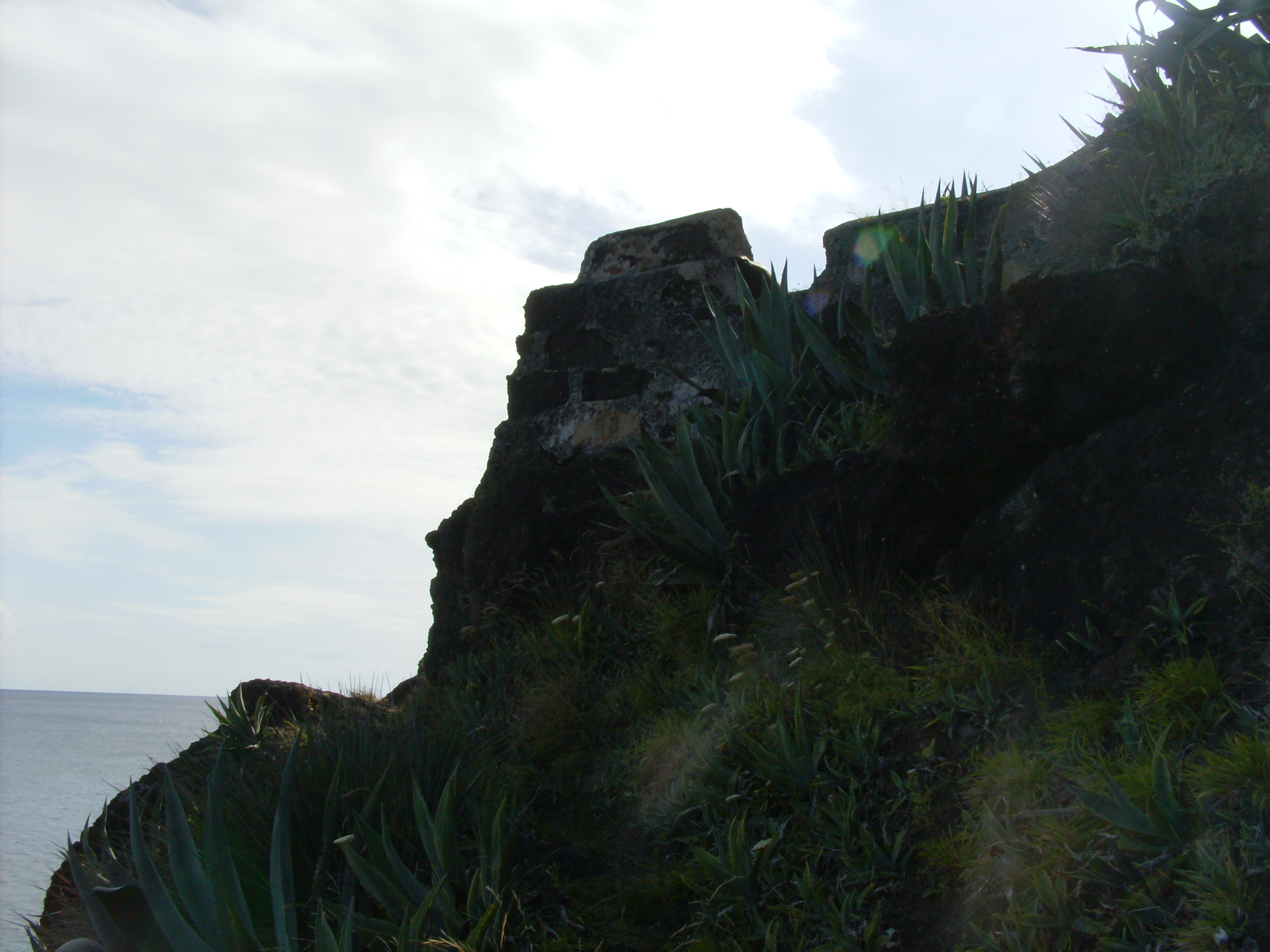
Forte da Prainha: detalhe da muralha